# Vidal Simeó
Vidal Simeó, jueu català del segle xv, va ser l'últim rabí de la comunitat hebrea de Santa Coloma de Queralt.
Originari de la vila d'Agramunt (Urgell), el trobem documentat per primera vegada a Santa Coloma de Queralt el 1473.
A banda del seu càrrec religiós, es dedicà principalment al comerç de cereals i a diverses transaccions econòmiques, com la compravenda de terrenys i el lloguer de cases. El 1491 rebé d'un jueu de Talavera (Regne de Castella), en compensació per un préstec de 48 sous barcelonesos, un volum dels Primers Profetes, un llibre de Josuè i quatre llibres dels Reis, impresos sobre paper en llengua hebrea.
El 17 de juliol de 1492, decretada ja l'expulsió dels jueus dels regnes de la península Ibèrica, Vidal Simeó fundà, amb els diners obtinguts de la venda obligada de les seves propietats i de la liquidació dels seus interessos, una Almoina per a subvenir a les necessitats dels pobres (cristians) de la vila de Santa Coloma de Queralt. En nomenà administradors els colomins Francesc Aguiló i Joan Çavit, disposant que, en morir aquests, l'administració passés a la comunitat de preveres de la vila. Joan Segura i Valls, en la seva Història de Santa Coloma de Queralt, ens reporta un fragment del document de fundació d'aquesta institució benèfica: «Jo, Vidal Simeó, jueu de Santa Coloma, en atenció a què durant la meva estada en aquesta vila, tant en general com en particular he estat tingut, honrat i tractat, no com a jueu, sinó talment com si hagués estat un germà cristià en tot i per tot, per qual tractament estic obligat a correspondre-hi: per tant...» (p. 211).
A finals de l'estiu de 1492, Vidal Simeó emprengué, amb els seus correligionaris, el camí de l'exili forçós decretat pels reis catòlics Ferran i Isabel.